# Gifford (Washington)
Gifford es un área no incorporada ubicada en el condado de Stevens en el estado estadounidense de Washington.

## Geografía
Gifford se encuentra ubicado en las coordenadas 48°18′23″N 118°8′47″O / 48.30639, -118.14639.